# Svetovni finančni center, Šanghaj
Svetovni finančni center, Šanghaj (kitajsko: 上海环球金融中心) je 492 metrov visok nebotičnik v okrožju Pudong v mestu Šanghaj, Kitajska. SWFC je hitro prepoznaven po trapezni odprtini (oknu). Nebotičnik ima 101 nadstropje s skupno talno površino 381 600 kvadratnih metrov. Na višini 474 metrov je panoramska ploščad.
Gre za večnamenski nebotičnik, ki ga sestavljajo pisarne, hoteli, konferenčne sobe, razgledne ploščadi in nakupovalni centri v pritličju. Park Hyatt Shanghai je hotelski del stolpa, ki obsega 174 sob in apartmajev, ki zasedajo od 79. do 93. nadstropja, in je bil v času dokončanja najvišji hotel na svetu. Zdaj je tretji najvišji hotel na svetu, takoj za Ritz-Carlton v Hongkongu, ki zaseda nadstropja od 102 do 118 Mednarodnega trgovskega centra.
SWFC se je za javnost odprl 28. avgusta 2008, njegova razgledna ploščad pa se je odprla 30. avgusta. Razgledna ploščad ponuja razgled z višine 474 m nad tlemi. 
SWFC je bil pohvaljen zaradi svoje zasnove, leta 2008 pa so ga arhitekti razglasili za najbolje dokončan nebotičnik leta.

## Zgodovina
Stolp s 100 nadstropji, ki ga je zasnovalo ameriško arhitekturno podjetje Kohn Pedersen Fox, je bil prvotno načrtovan za gradnjo leta 1997, vendar so bila dela začasno prekinjena zaradi azijske finančne krize leta 1997, kasneje pa so bila začasno ustavljena zaradi sprememb v zasnovi, ki jih je vneslo gradbeno podjetje Mori. Gradnjo stolpa je financiralo več multinacionalnih podjetij, vključno s kitajskimi, japonskimi in hongkonškimi bankami, pa tudi japonski razvijalec ter ameriški in evropski vlagatelji. Ameriška investicijska banka Morgan Stanley je koordinirala financiranje stolpa za stavbo Mori.

### Gradnja
Temeljski kamen stolpa je bil položen 27. avgusta 1997. Konec 1990-ih je gradbeno podjetje Pierre de Smet utrpelo pomanjkanje sredstev zaradi azijske finančne krize leta 1997, ki je projekt ustavila po dokončanju temeljev. 13. februarja 2003 je skupina Mori povečala višino stavbe na 492 m in 101 nadstropij, v primerjavi s prvotnimi načrti za 460 metrov visoko 94-nadstropno stavbo. Nova stavba je uporabila temelje prvotne zasnove, gradbena dela pa so se nadaljevala 16. novembra 2003.
Požar je v nedokončani stavbi SWFC izbruhnil 14. avgusta 2007. Požar so prvič opazili v 40. nadstropju okoli 16:30 (GMT +8), kmalu pa je bil dim jasno viden zunaj stavbe. Do 17:45 je bil požar pogašen. Poročali so, da je bila škoda manjša in v nesreči ni bil nihče poškodovan. Vzrok požara ostaja neznan, vendar je po nekaterih virih predhodna preiskava pokazala, da so požar povzročili električni varilci delavcev.
Stavba je dosegla svojo polno višino 492 m 14. septembra 2007 po namestitvi zadnjega jeklenega nosilca. Končne obloge so bile nameščene sredi junija 2008, namestitev dvigala pa je bila končana sredi julija. Šanghajski svetovni finančni center je bil razglašen za dokončanega 17. julija 2008 in uradno odprt 28. avgusta. 30. avgusta 2008 so bila razgledna nadstropja stolpa odprta za javnost.

## Arhitektura
Najbolj značilna značilnost zasnove SWFC je trapezoidna odprtina na vrhu. Prvotna zasnova je določala krožno odprtino s premerom 46 m, da bi zmanjšali obremenitve zaradi vetra in se sklicevali na kitajsko mitološko upodobitev neba kot kroga. Zaradi svoje krožne oblike v kitajski arhitekturi je spominjala tudi na kitajska lunina vrata. Vendar pa se je ta prvotna zasnova soočila z protesti nekaterih Kitajcev, vključno z županom Šanghaja Čen Liangjujem, ki se mu je zdela preveč podobna vzhajajočemu soncu na japonski zastavi. Pedersen je nato predlagal, da se na dnu odprtine postavi most, da bi bila manj krožna. 18. oktobra 2005 je KPF podjetju Mori Building predložil alternativno zasnovo, trapezoidna odprtina pa je nadomestila krog na vrhu stolpa, kar bi bilo poleg spremembe kontroverzne zasnove tudi cenejše in lažje izvedljivo, so povedali arhitekti. Tujci in Kitajci stavbo neformalno imenujejo odpirač za steklenice. V trgovini s spominki v stolpu prodajajo kovinske replike stavbe, ki delujejo kot pravi odpirači za steklenice.
Stolp ima tri ločene opazovalne ploščadi, ki predstavljajo nadstropja nad in pod odprtino. Višina najnižje opazovalne ploščadi, ki se nahaja v 94. nadstropju, je 423 m; druga v 97. nadstropju je na višini 439 m; najvišja v 100. nadstropju pa je visoka 474 m.
Višina strehe nebotičnika je določena na 492 m in je bila nekoč najvišja streha na svetu. Preden je bila gradnja strehe končana, je bila skupna višina SWFC načrtovana za 509,2 m, da bi presegla višino stolpa Taipei 101, vendar je bila uvedena omejitev višine, ki je dovoljevala, da streha doseže največjo višino 492 metrov. Arhitekt William Pedersen in razvijalec Minoru Mori sta se uprla predlogom, da bi dodali zvonik, ki bi presegel zvonik Taipei 101 in morda One World Trade Center, in SWFC označila za »stavbo s širokimi rameni«. SWFC se ponaša z bruto površino več kot 377.300 m2, 31 dvigali in 33 tekočimi stopnicami.

### Konstrukcijska učinkovitost
Trapezoidna odprtina stolpa je sestavljena iz konstrukcijskega jekla in armiranega betona. Na konstrukcijo SWFC deluje veliko število sil, kot so obremenitve vetra, ljudje v stavbi in težka oprema, ki je nameščena v stavbi. Te tlačne in upogibne sile se prenašajo na tla preko diagonalno oprijetega okvirja (z dodanimi podpornimi nosilci). Zasnova uporablja učinkovito uporabo materiala, saj zmanjšuje debelino zunanjih strižnih sten in težo konstrukcijskega jekla na obodu.

## Najemniki
V Šanghajskem svetovnem finančnem centru so poslovne stavbe številnih mednarodnih finančnih podjetij, vključno s tistimi, ki se ukvarjajo z bančništvom, zavarovalništvom, vrednostnimi papirji in upravljanjem skladov, kot so Ernst & Young, Morgan Stanley, BNP Paribas, Commerzbank, Bank of Yokohama, Sumitomo Mitsui Banking Corporation in Korea Development Bank. Googlova podružnica v Šanghaju se nahaja v 60. in 61. nadstropju.

## Nagrade
Arhitekti so Šanghajski svetovni finančni center razglasili za najboljši nebotičnik, dokončan leta 2008, saj je prejel nagradi za najboljšo visoko stavbo na splošno in za Azijo in Avstralazijo od Sveta za visoke stavbe in urbana okolja (CTBUH). Carol Willis iz CTBUH, vodja newyorškega Muzeja nebotičnikov, je izjavila: »Preprostost oblike in velikost dramatično poudarjata idejo nebotičnika.« Arhitekt Tim Johnson je opozoril na njegovo inovativno strukturno zasnovo: »Jeklene rešetke ščitijo pred silami vetra in potresa ter olajšajo stavbo, zmanjšajo porabo jekla in prispevajo k njeni trajnosti.« Johnson je strukturo SWFC-ja opisala kot »nič manj kot genialno«.

## Galerija
- V gradnji februarja 2006
- V gradnji
- Okno
- vetovni finančni center, Šanghaj, v ozadju stolp Oriental Pearl
- Notranjost panoramske ploščadi
- vetovni finančni center, Šanghaj (levo) in stolp Džin Mao
- Center ponoči
- Ob Šanghajskem stolpu ponoči.
- Gradbena dela